# جرمیا دی کوستانزو
جرمیا دی کوستانزو (انگلیسی: Geremia Di Costanzo؛ متولد ۱۹ دسامبر ۱۹۶۰) یک تکواندوکار ایتالیایی است. وی همچنین با نام‌های جرمیا دی کنستانزو یا گابریل دی کوستانزو شناخته می‌شود. او در بازی‌های المپیک تابستانی ۱۹۸۸ در کلاس سبک‌وزن پرواز مردان رقابت کرد.